# Liste guatemaltekischer Schriftsteller
Die Liste guatemaltekischer Schriftsteller gibt einen Überblick über die Schriftsteller Guatemalas. Es besteht kein Anspruch auf Vollständigkeit.

## A
- Humberto Ak’abal (1952–2019)
- Rafael Arévalo Martínez (1884–1975)
- Arturo Arias (* 1950)
- Osmundo Arriola (1881–1939)
- Miguel Ángel Asturias (1899–1974), Literaturnobelpreisträger 1967
- Roberto Azurdia

## B
- César Brañas (1899–1976)

## C
- Luis Cardoza y Aragón (1901–1992)
- Félix Calderón Ávila (1891–1924)
- Luis Cardoza y Aragón (1901–1992)
- Carlos Samayoa Chinchilla (1898–1973)

## F
- Marco Antonio Flores (* 1937)

## G
- Manuel Galich (1913–1984)
- Francisco Goldman (* 1954)
- Enrique Gómez Carrillo (1873–1927)
- Otto-Raúl González (1921–2007)

## H
- Eduardo Halfon (* 1971)
- Flavio Herrera (1895–1968)

## L
- Rafael Landívar (1731–1793)
- Alcina Lubitch Domecq (* 1953)
- José María López Valdizón (1929–1975)

## M
- Raúl Mejía González (1891–1919)
- Rigoberta Menchú Tum (* 1959)
- Francisco Méndez (1907–1962)
- José Milla y Vidaurre (1822–1882), Pseudonym Salomé Jil
- Mario Monteforte Toledo (1911–2003)
- Augusto Monterroso (1921–2003)
- Mario Roberto Morales (1947–2021)
- Luisa Moreno (1907–1992)

## N
- Carlos Alberto Navarrete Cáceres (* 1931)

## O
- Alfonso Orantes (1898–1985)
- Werner Ovalle López (1928–1970)

## P
- Oscar Arturo Palencia (1932–1981)
- Javier Payeras (* 1974)
- Mario Payeras (1940–1995)

## R
- Adrian Recinos (1886–1962)
- Rodrigo Rey Rosa (* 1958)

## S
- Carlos Solórzano (* 1922)

## U
- David Unger (* 1950)

## V
- David Vela (1901–1992)

## W
- Carlos Wyld Ospina (1891–1956)

## Z
- Rafael Zea Ruano (1911–1984)

Siehe auch:
- Liste mittelamerikanischer Autoren
- Liste spanischer Schriftsteller
- Liste spanischsprachiger Schriftsteller